# Sashegy
Sashegy ([ˈʃɒʃhɛɟ]) est un quartier de Budapest situé dans les 11e et le 12e arrondissements de Budapest au cœur des collines de Buda sur la colline éponyme de Sas-hegy.